# Гаус-Зајделова метода
Гаус-Зајделова метода служи за нумеричко решавање система линеарних једначина. Овај поступак убрзава процес конвергенције зато што у оквиру једног циклуса користи већ добијене податке из претходне итерације. Услови конвергенције су исти као код Јакобијеве методе. Довољан услов за конвергенцију гласи:
Ако је A симетрична и позитивно дефинитна матрица онда низ { x(k) } дефинисан Гаус-Зајделовом методом, конвергира решењу система за произвољно x(0)eRn.